# ECL-Prüfungssystem

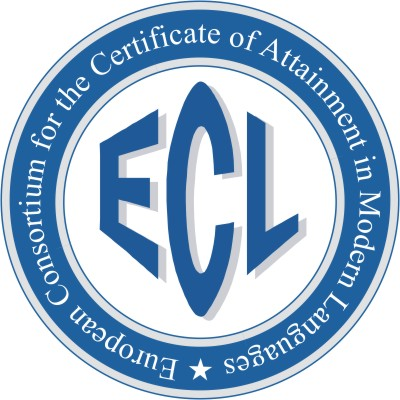
ECL-Logo

Das internationale ECL-Prüfungssystem bietet standardisierte, an die Niveaustufen des Gemeinsamen europäischen Referenzrahmens angepasste Prüfungen in 15 Sprachen der  Europäischen Union sowie in Russisch und Hebräisch an. Das Prüfungssystem wurde vom ECL-Konsortium (European Consortium for the Certificate of Attainment in Modern Languages) entwickelt, das ein Verbund von Hochschulinstitutionen und Fremdspracheninstituten ist, die je eine europäische Sprache vertreten.
Das ECL-Sprachprüfungssystem wurde zwischen 1983 und 1992 von Experten auf dem Gebiet der Sprachtesttheorie an der Universität London entwickelt. 1999 wurde der Sitz des Konsortiums von London nach Pécs in das Fremdsprachenzentrum der Universität Pécs verlegt. Die ECL-Prüfungen in Ungarisch als Fremdsprache (Niveaustufen A2, B1, B2 und C1) wurden 2017 von der Association of Language Testers in Europe (ALTE) mit ihrem Qualitätssiegel ausgezeichnet, somit ist das Fremdsprachenzentrum der Universität Pécs Vollmitglied von ALTE.

## Die ECL-Prüfungen kurz zusammengefasst
- Das ECL-Prüfungssystem bietet einsprachige Prüfungen an. Ihr Ziel ist es zu testen, ob der Kandidat imstande ist, in verschiedenen Alltagssituationen über berufliche und persönliche Themen in Wort und in Schrift zu kommunizieren.
- Im Rahmen der ECL-Prüfung werden vier Fertigkeiten getestet: mündliche Kommunikation, Hörverstehen, schriftliche Kommunikation und Leseverstehen.
- Die Entwicklung der Tests in allen 15 Sprachen unterliegt strengen Qualitätsstandards, um zu garantieren, dass die verschiedenen Tests zuverlässig, valide und miteinander vergleichbar sind.
- Eine ECL-Prüfung kann in folgenden Sprachen abgelegt werden: Bulgarisch, Deutsch, Englisch, Französisch, Hebräisch, Italienisch, Kroatisch, Polnisch, Rumänisch, Russisch, Serbisch, Slowakisch, Spanisch, Tschechisch und Ungarisch.

## Niveaustufen
Die ECL-Sprachprüfungen können auf vier Niveaustufen abgelegt werden und messen in erster Linie die kommunikative Sprachkompetenz der Kandidaten. Die Anforderungen der einzelnen Stufen sind den Empfehlungen des Gemeinsamen europäischen Referenzrahmens angepasst:
- A2 – Waystage
- B1 – Threshold
- B2 – Vantage
- C1 – Effective Operational Proficiency

## Prüfungsteile
Die Besonderheit der ECL-Prüfung liegt darin, dass sie weder Grammatiktests noch Übersetzungsaufgaben beinhaltet. Die inhaltliche Struktur der Prüfung ist auf allen vier Niveaustufen identisch. Im Rahmen der mündlichen Teilprüfung werden die Leistungen der Kandidaten in den Fertigkeiten „mündliche Kommunikation“ und „Hörverstehen“ gemessen. Im Rahmen der schriftlichen Teilprüfung dagegen werden die Fertigkeiten „schriftliche Kommunikation“ und „Leseverstehen“ getestet. Die Leistungsmessung in allen vier Fertigkeiten erfolgt durch je zwei Aufgaben.

### Mündliche Teilprüfung

#### Mündliche Kommunikation
- Die Kandidaten müssen die Fertigkeit nachweisen, über – der gegebenen Niveaustufe angemessene – Themen und Lebensbereiche zu kommunizieren und ihre Meinung in Form eines Monologs zu äußern.
- Die Kandidaten werden paarweise (bei ungerader Kandidatenzahl zu dritt) interviewt. Die Leistung der Kandidaten wird von zwei Prüfern bewertet, die ihre Punkte unabhängig voneinander vergeben.
- Die Prüfung beginnt mit der sogenannten Vorstellung, die etwa 3–5 Minuten lang dauert. Das Hauptanliegen der Vorstellung besteht darin, dass sich die Kandidaten entspannen und sich langsam an die Prüfungssituation gewöhnen. Dieser Teil wird nicht bewertet.
- Im Rahmen der ersten Aufgabe, die ungefähr 5–8 Minuten dauert und bewertet wird, führen die zwei Kandidaten ein gelenktes Gespräch über ein vorgegebenes Thema. Der Interviewer beginnt das Gespräch und sorgt über die direkt an die Kandidaten gestellten Fragen hinaus für eine gemeinsame Unterhaltung.
- Im Rahmen der zweiten Aufgabe, die ebenfalls 5–8 Minuten dauert und bewertet wird, äußern die Kandidaten ihre Gedanken – in Form eines Monologs – zum Thema einer Bildmontage. Sollte es sich als nötig erweisen, kann der Prüfer den Kandidaten bei der Meinungsäußerung mit Fragen weiterhelfen.

Der Prüfungsteil „Mündliche Kommunikation“ wird nach folgenden fünf Kriterien bewertet:
| a) Formelle Korrektheit (Morphologie und Syntax)                      | 0–5 Punkte |
| b) Phonetische Korrektheit (Aussprache, Prosodie, flüssiges Sprechen) | 0–5 Punkte |
| c) Wortschatz (Umfang und aktive Beherrschung)                        | 0–5 Punkte |
| d) Stil (pragmatische und soziolinguistische Aspekte)                 | 0–5 Punkte |
| e) Kommunikative Effektivität (Erfüllung der Aufgabe)                 | 0–5 Punkte |

#### Hörverstehen
Die Kandidaten müssen die Fertigkeit nachweisen, in ihrem Schwierigkeitsgrad den Anforderungen der verschiedenen Niveasstufen angemessenen Höraufnahmen zu verstehen. Die Kandidaten hören sich zwei Texte an. Das Hörverstehen wird mithilfe zweier unterschiedlicher Aufgabentypen (z. B. Zuordnungsaufgaben, Multiple-Choice-Aufgaben, Fragen zum Text, Sätze vervollständigen usw.) mit je 10 Items getestet.

### Schriftliche Teilprüfung

#### Schriftliche Kommunikation
Die Kandidaten müssen zwei Texte verfassen, indem sie sich an die vorformulierten Inhaltspunkte und an die vorgegebene Wortzahl halten. Sie dürfen dabei ein ein- oder zweisprachiges gedrucktes Wörterbuch benutzen.
Der Prüfungsteil „Schriftliche Kommunikation“ wird nach folgenden fünf Kriterien bewertet:
| a) Formelle Korrektheit (Morphologie und Syntax)                  | 0–5 Punkte |
| b) Schriftliche Korrektheit (Textstrukturierung und Orthographie) | 0–5 Punkte |
| c) Wortschatz (Umfang und aktive Beherrschung)                    | 0–5 Punkte |
| d) Stil (pragmatische und soziolinguistische Aspekte)             | 0–5 Punkte |
| e) Kommunikative Effektivität (Erfüllung der Aufgabe)             | 0–5 Punkte |

#### Leseverstehen
Die Kandidaten müssen die Fertigkeit nachweisen, in ihrem Schwierigkeitsgrad den Anforderungen der verschiedenen Niveasstufen angemessenen Lesetexte zu verstehen, ohne dabei auf die Hilfe eines Wörterbuchs zurückzugreifen. Das Leseverstehen wird mithilfe zweier unterschiedlicher Aufgabentypen (z. B. Zuordnungsaufgaben, Lückentexte, Multiple-Choice-Aufgaben, Fragen zum Text, Sätze vervollständigen usw.) mit je 10 Items getestet.

## Testformat
|                            | A2                        | B1                          | B2                          | C1                          |
| Leseverstehen              |                           |                             |                             |                             |
| Zeitdauer (Minuten)        | 35                        | 35                          | 45                          | 45                          |
| Anzahl der Aufgaben        | 2                         | 2                           | 2                           | 2                           |
| Wortzahl                   | 400–600                   | 500–700                     | 800–1000                    | 1000–1300                   |
| Richtige Antworten         | 20                        | 20                          | 20                          | 20                          |
| Schriftliche Kommunikation |                           |                             |                             |                             |
| Zeitdauer (Minuten)        | 45                        | 50                          | 75                          | 90                          |
| Anzahl der Aufgaben        | 2                         | 2                           | 2                           | 2                           |
| Erwartete Wortzahl         | Insgesamt 150 (ca. 75–75) | Insgesamt 250 (ca. 125–125) | Insgesamt 400 (ca. 200–200) | Insgesamt 600 (ca. 300–300) |
| Hörverstehen               |                           |                             |                             |                             |
| Zeitdauer (Minuten)        | 15–20                     | 20–25                       | 25–30                       | 30–35                       |
| Anzahl der Aufgaben        | 2                         | 2                           | 2                           | 2                           |
| Wortzahl                   | 400–600                   | 500–700                     | 800–1000                    | 1200–1500                   |
| Richtige Antworten         | 20                        | 20                          | 20                          | 20                          |

## Bewertung der Tests
Für jede Fertigkeit sind bei der ECL-Prüfung 25 Punkte zu erreichen. Die mündliche Teilprüfung gilt als bestanden, wenn der Kandidat in den Fertigkeiten „Mündliche Kommunikation“ und „Hörverstehen“ min. je 40 % und insgesamt ein Durchschnittsergebnis von 60 % erreicht hat. Für das erfolgreiche Ablegen des schriftlichen Teils braucht der Kandidat in den Fertigkeiten „Schriftliche Kommunikation“ und „Leseverstehen“ ebenfalls min. 40 % und insgesamt ein Durchschnittsergebnis von 60 % zu erzielen. Die komplexe Prüfung ist dann erfolgreich bestanden, wenn der Kandidat beide Prüfungsteile wie oben beschrieben absolviert hat.
| Fertigkeiten               | Punktzahl |
| -------------------------- | --------- |
| Hörverstehen               | 25 Punkte |
| Mündliche Kommunikation    | 25 Punkte |
| Leseverstehen              | 25 Punkte |
| Schriftliche Kommunikation | 25 Punkte |

Im Fall einer erfolgreich abgelegten Teilprüfung bekommt der Kandidat ein Zertifikat über bestandene mündliche bzw. schriftliche Teilprüfung.
| Mündliche Teilprüfung             |                  |
| --------------------------------- | ---------------- |
| Hörverstehen                      | 25 Punkte        |
| Mündliche Kommunikation           | 25 Punkte        |
|                                   |                  |
| Bestehensgrenze                   | 30 Punkte – 60 % |
| Minimale Punktzahl pro Fertigkeit | 10 Punkte – 40 % |

| Schriftliche Teilprüfung          |                  |
| --------------------------------- | ---------------- |
| Leseverstehen                     | 25 Punkte        |
| Schriftliche Kommunikation        | 25 Punkte        |
|                                   |                  |
| Bestehensgrenze                   | 30 Punkte – 60 % |
| Minimale Punktzahl pro Fertigkeit | 10 Punkte – 40 % |

## Prüfungsstellen
Die ECL-Prüfungen können weltweit an annähernd 200 Prüfungsstellen abgelegt werden. die sich in 18 europäischen Ländern, in den USA sowie in Argentinien befinden. Das Prüfungsstellennetz wird auf weitere, darunter auch auf asiatische Länder ausgeweitet.

## Prüfungszeiten
Die ECL-Prüfungen werden fünfmal im Jahr organisiert. In jeder der fünf Prüfungszeiten kann eine Prüfung in Englisch und Deutsch abgelegt werden. Die übrigen Prüfungssprachen werden je zweimal jährlich angeboten.
| Prüfungszeiten | Sprachen | Stufen         |
| -------------- | --- | -------------- |
| Februar        | Englisch, Deutsch | B1, B2, C1     |
| April          | Deutsch, Englisch, Französisch, Hebräisch, Italienisch, Kroatisch, Polnisch, Rumänisch, Russisch, Serbisch, Slowakisch und Spanisch                                     | A2, B1, B2, C1 |
| Juni           | Englisch, Deutsch, Bulgarisch, Tschechisch und Ungarisch | A2, B1, B2, C1 |
| Oktober        | Englisch, Deutsch | B1, B2, C1     |
| Dezember       | Bulgarisch, Deutsch, Englisch, Französisch, Hebräisch, Italienisch, Kroatisch, Polnisch, Rumänisch, Russisch, Serbisch, Slowakisch, Spanisch, Tschechisch und Ungarisch | A2, B1, B2, C1 |